# Basilika San Luis Gonzaga

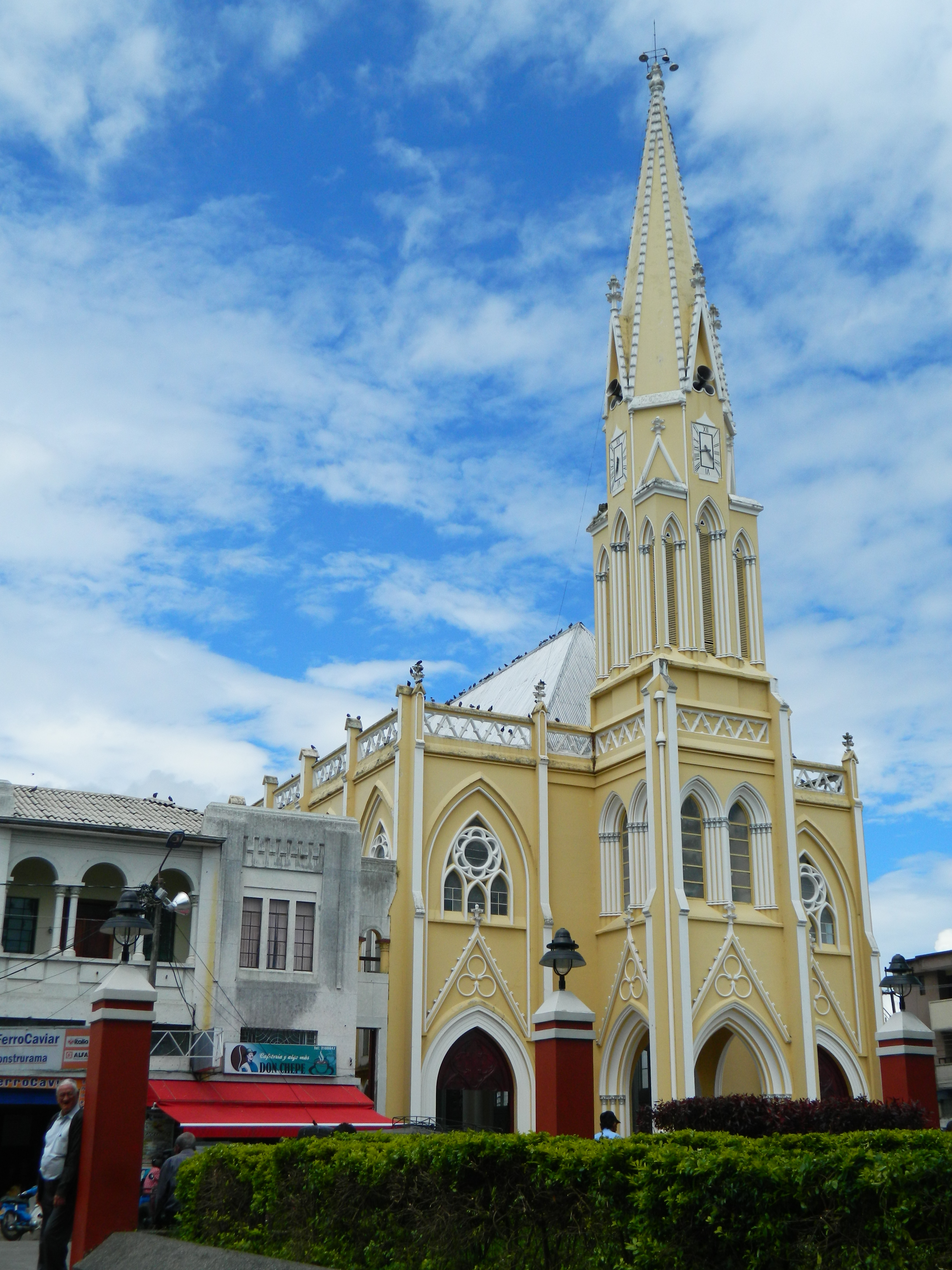
Basilika San Luis Gonzaga

Die Basilika San Luis Gonzaga ist eine Kirche in Sevilla, Kolumbien. Die Pfarrkirche des Bistums Buga ist Aloisius von Gonzaga gewidmet und trägt den Titel einer Basilica minor. Die neugotische Kirche wurde in den 1930er Jahren errichtet.

## Geschichte
In dem 1903 als San Luiz gegründeten Ort entstand 1915 durch Abpfarrung eine eigenständige Gemeinde. Für die wachsende Gemeinde wurde 1925 ein Ersatz für die hölzerne Kirche geplant. Doch erst 1933 wurde mit dem Bau der Aloysiuskirche begonnen. Unter der Leitung der Ingenieure Borrero und Ospina wurde die Kirche zwischen 1937 und 1940 fertiggestellt. Die Ausstattung wurde 1948 bis 1963 geschaffen. Die Kirche wurde aus Anlass des hundertjährigen Bestehens der Pfarrei 2015 durch Papst Franziskus in den Rang einer Basilica minor erhoben.

## Beschreibung
Die dreischiffige Hallenkirche wurde aus Ziegelstein errichtet, ihre Länge erreicht 58 Meter. Vor der 20 Meter breiten Hauptfassade mit drei Portalen ragt der 55 Meter hohe Turm empor. Der Innenraum mit dem breiteren Mittelschiff ist durch zwei Reihen hoher Säulen gegliedert, die auf goldverzierten Kapitellen ein blaues Kreuzrippengewölbe tragen. Die Seitenschiffe werden als Chorumgang um den Altarraum weitergeführt. Die hohen neugotischen Fenster an den Seiten und um den Chor sind im Chorbereich mit aufwendigen Buntglasfenstern versehen. Ein Bildnis des Heiligen Herzen Jesu aus Spanien wurde bereits 1925 in der Vorgängerkirche aufgestellt. Der Altar und der Tabernakel wurden aus Holz gefertigt. In der Kirche hängen vier Kronleuchter.